# Festa dei fratelli
La festa dei fratelli (in inglese Siblings Day, anche detta negli Stati Uniti National Siblings Day o National Sibling Day) è una ricorrenza civile festeggiata il 10 aprile (Stati Uniti) e il 31 maggio (Europa) di ogni anno, celebrata in onore del legame che unisce fratelli e sorelle.

## Storia

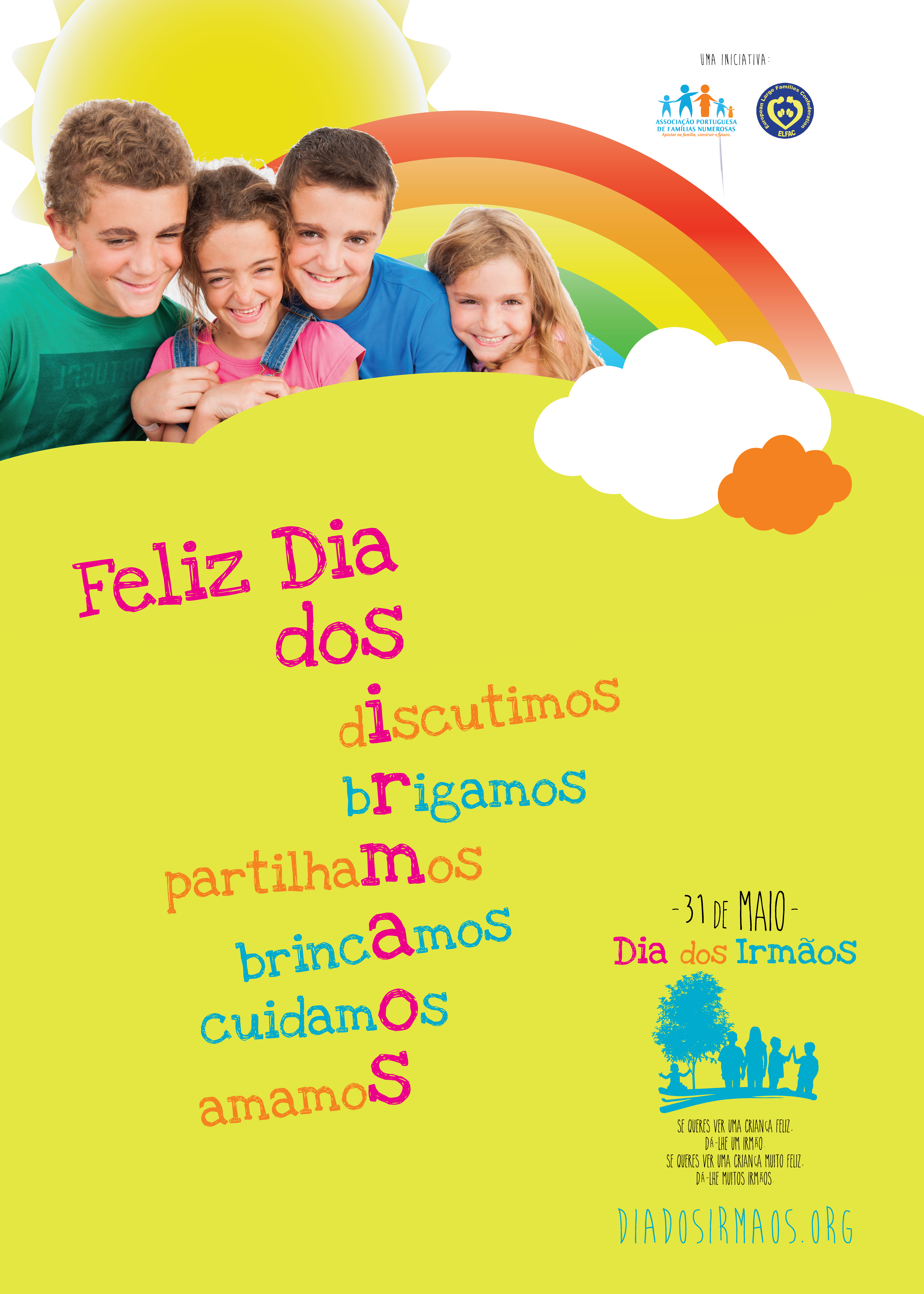
Poster della Festa dei Fratelli, Portogallo, maggio 2017. Edizione APFN.

La festa è stata originariamente concepita da Claudia Evart per onorare il ricordo di suo fratello costituita nel 1997 ed è divenuta una organizzazione non a scopo di lucro nel 1999. Carolyn B. Maloney, rappresentante del 12º distretto congressuale dello Stato di New York, ha onorato ufficialmente la festa per poi introdurla nel Congressional Record ufficiale del Congresso degli Stati Uniti d'America il 26 settembre 2005.
In Europa, l'idea è stata lanciata nel 2014 dalla Confederazione europea delle famiglie numerose (ELFAC) per celebrare fratelli e sorelle. La festa del 31 maggio si è diffusa in modo diverso nei paesi in cui ELFAC è presente. In Portogallo, il Dia dos Irmãos è diventato molto popolare e il Presidente della Repubblica Portoghese lo ha salutato direttamente, il 2016 e il 2017.
Fernando Ribeiro e Castro, portoghese, fondatore ed ex presidente dell'ELFAC, già deceduto, è l'autore di una frase che segna la celebrazione e lo spirito di questa iniziativa: "Se vuoi vedere un bambino felice, dagli un fratello. Se vuoi vedere un bambino molto felice, dagli un sacco di fratelli." Questo è uno dei motivi per la data del 31 maggio: l'ultimo giorno di maggio, in cui si sono svolte altre celebrazioni familiari, e la vigilia della Giornata dei bambini in vari paesi, come il Portogallo. La Festa dei fratelli è anche una specie di felice annuncio di famiglia ai bambini piccoli. Ulteriori informazioni possono essere trovate su una pagina elettronica della Festa dei fratelli.
ELFAC ha membri associati in diversi paesi europei: Austria, Cipro, Croazia, Repubblica Ceca, Estonia, Francia, Germania, Grecia, Ungheria, Italia, Lettonia, Lituania, Portogallo, Romania, Serbia e Svizzera. Ma l'adesione alla data e allo spirito del 31 maggio è aperta a qualsiasi altro paese europeo o non europeo.